# Station Zvolen
Station Zvolen (officieel: Zvolen osobná stanica) (afkorting: Zvolen os. st.) is het belangrijkste passagiersstation van de Slowaakse stad Zvolen en het grootste station van de regio Banská Bystrica.

## Ligging
Dit station is zuidwestelijk van het stadscentrum gelegen, aan de noordelijke oever van de rivier Slatina, vlak bij het park Inžiniera Štefana Višňovského. Tegenover het gebouw ligt het autobusstation. Via de Ulica Tomáša Garrigue Masaryka kan het complex bereikt worden.
In het begin was -ten zuiden van het stadscentrum- een andere treinstopplaats voor reizigers in gebruik. Na de bouw van het actuele station werd het oorspronkelijke emplacement in hoofdzaak benut voor de goederendienst met de toepasselijke naam: Zvolen - nákladná stanica.

## Geschiedenis

### Het ontstaan

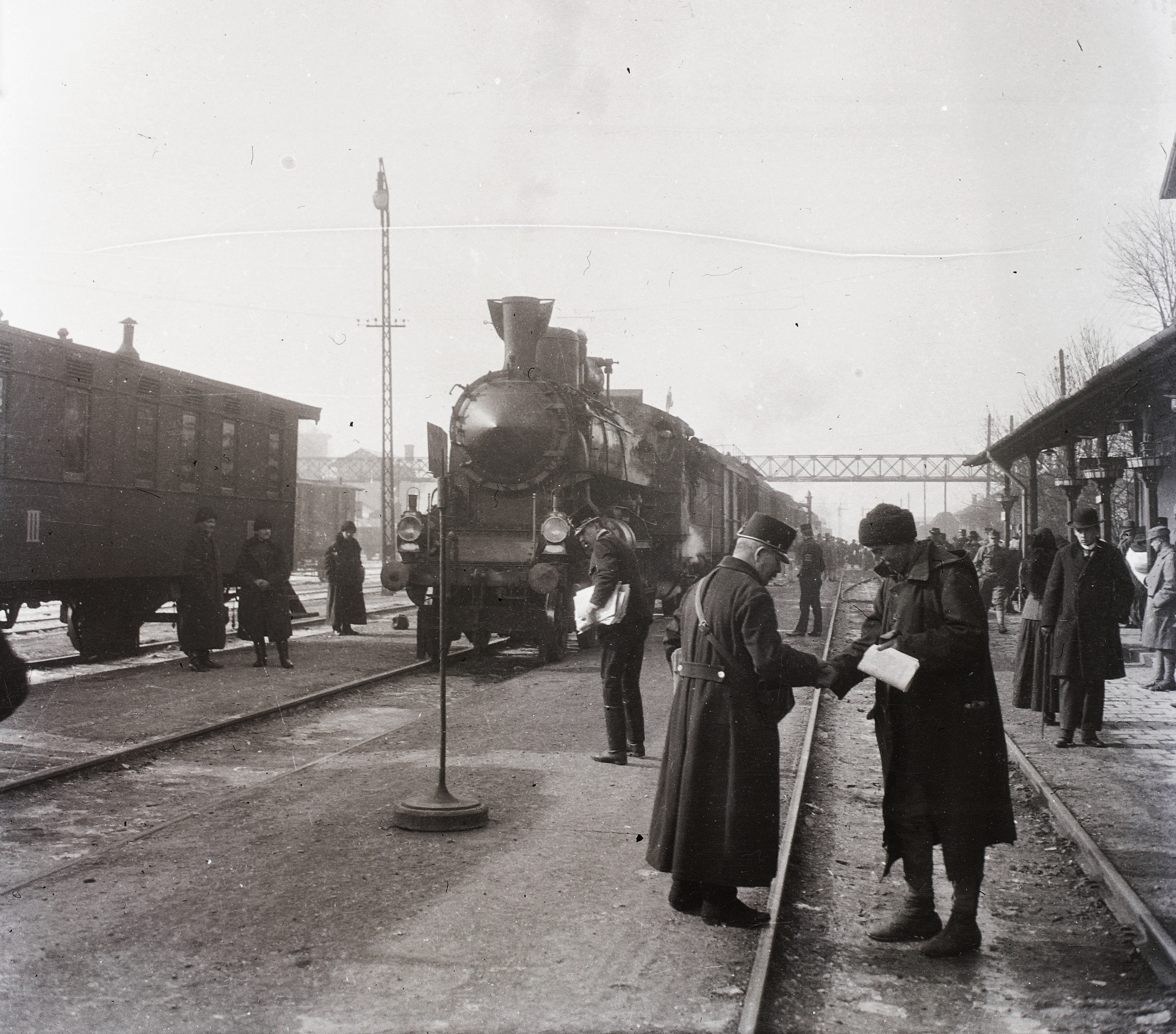
Taferelen in het station, anno 1915.

In het begin van de jaren 1860 was er een aanzienlijke toename van steenkoolverbruik in het toenmalige Hongarije. In mei 1861 werd een ontginningsbedrijf Svätoštefanská opgericht, met de exploitatie van het steenkoolgebied Salgótarján als doel. In datzelfde jaar werd tijdens de algemene vergadering van deze onderneming besloten om een spoorlijn "Lučenec - Fiľakovo - Salgótarján - Pázstó - Hatvan - Aszód - Isaszeg - Pest" aan te leggen. Teneinde het transport van gedolven steenkool mogelijk te maken vroeg het bedrijf daarvoor een concessie aan.
Op 19 januari 1863 werd de concessie verleend aan de "Pest-Lučenec-Banská Bystrica-spoorweg- en steenkoolmaatschappij": Satoštofan. In deze concessie was de verplichting opgenomen, om uiterlijk tegen 1866 de lijn te verwezenlijken van Pest tot Lučenec, en ze moest voor 1870 verlengd worden van Lučenec tot Banská Bystrica.
Vermits de onderneming evenwel problemen ondervond bij de financiering van die spoorweg, werd deze in 1868 door de staat opgekocht en werd de spoorlijn omgedoopt tot Uhorskú severnú železnicu. Na de overname werd de aanleg van het spoor op het grondgebied van het huidige Slowakije intensief verdergezet.
Tevens werd beslist een verbinding aan te leggen tussen de betrokken lijn en de in aanbouw zijnde verbinding "Košice-Bohumín". Het bijkomende traject liep van Zvolen via Hronská Dúbrava en Kremnica naar Vrútky.
De sectie Salgótarián - Fiľakovo - Lučenec werd op 4 mei 1871 in gebruik genomen. Zvolen werd een maand later -op 18 juni 1871- bereikt, bij de afwerking van het baanvak Lučenec - Zvolen. Zodoende werd Zvolen een essentieel spoorwegknooppunt.

### Heden

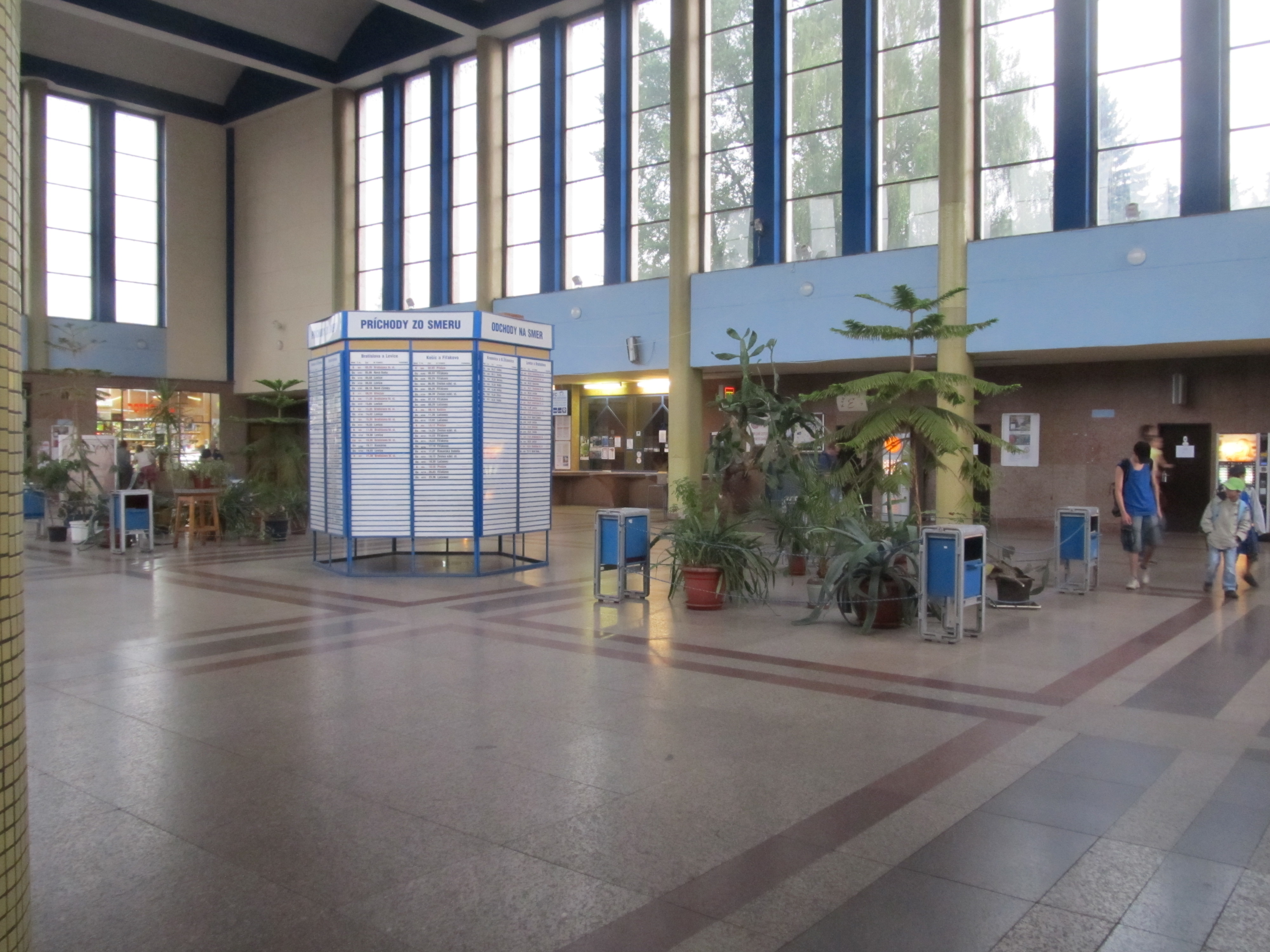
Interieur. Lokettenzaal en wachtzaal.

De bouw van het huidige passagiersstation begon in 1952 op de plaats van een voormalige halte Zvolen - Hrad. Reeds in 1959 werd het gedeeltelijk in dienst gesteld maar de voltooiing volgde pas in 1963.
Het actuele station fungeert anno 2023 niet alleen als een belangrijke schakel op de zuidelijke dwarslijn Bratislava - Košice, maar ook als begin- of eindpunt voor verscheidene andere lijnen: Šahy, Čata, Levice, Nové Zámky, Banská Bystrica, Vrútky, Žilina, Banská Štiavnica en Lučenec.

### Modernisering
Moderniseringswerken werden in 2019 aangevangen en beëindigd in 2022. Deze omvatten onder meer de renovatie van het hoofdgebouw en plaatsing van nieuwe liften voor de toegang tot de perrons.
Gelijktijdig deed de stad Zvolen van 2020 tot 2022 aanpassingswerken op het plein tegenover het gebouw. Ook legde men een fietsenstelplaats aan, evenals nieuwe parkeerplaatsen voor motorvoertuigen.

## Lijnen
- Lijn 150: naar Nové Zámky
- Lijn 153: naar Čata

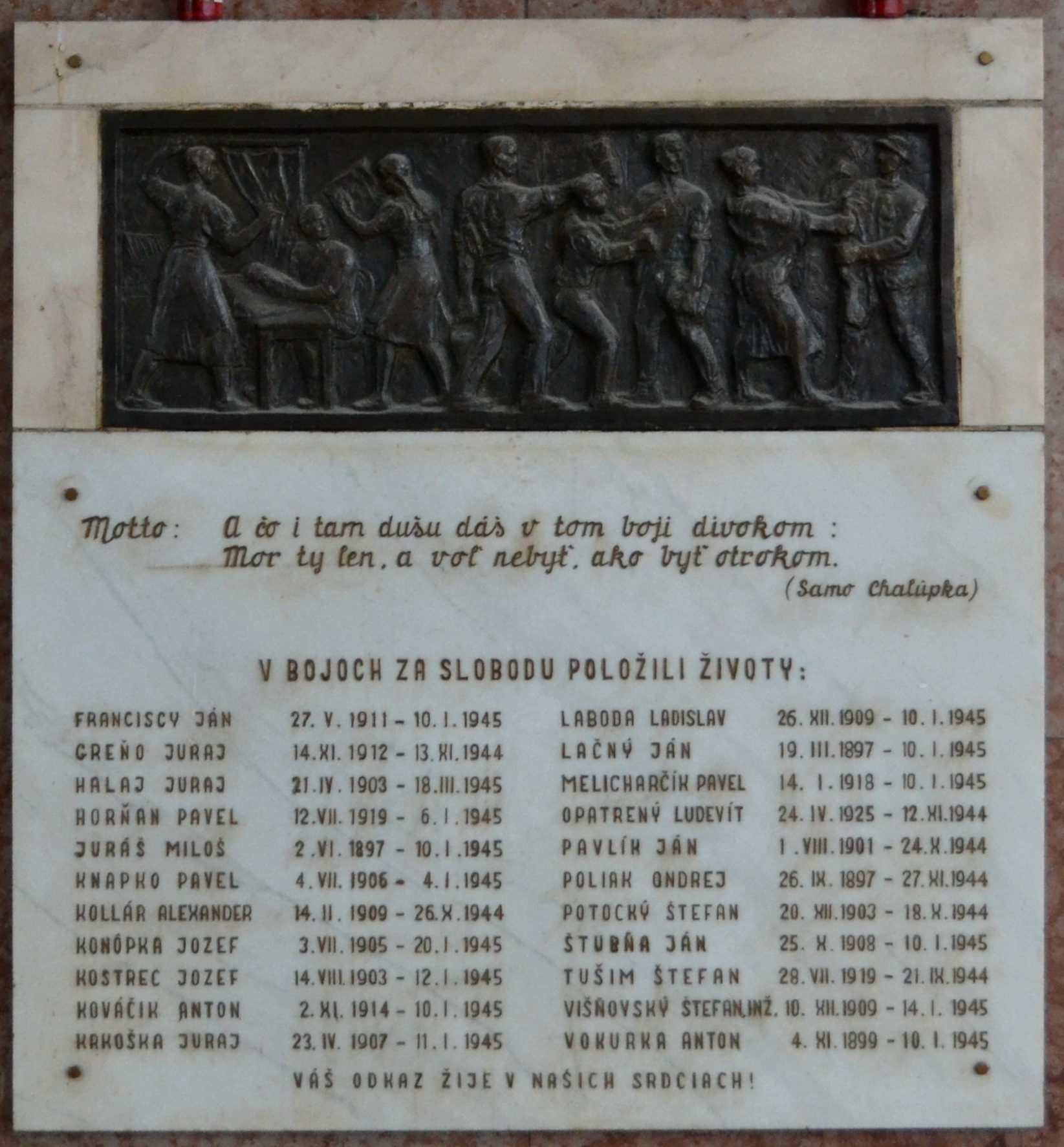
Herdenkingsplaat voor de gevallenen in het station (Tweede Wereldoorlog).

- Lijn 160: naar Košice (stad in Slowakije)
- Lijn 170: naar Vrútky
- Lijn 171: naar Diviaky[1].

## Vervoersmaatschappij
De spoorweginstelling behoort tot de infrastructuur van de ŽSR.
Het reizigersvervoer wordt verzorgd door de ŽSSK.

## Treinsoorten
Treinen van de volgende categorieën hebben een stilstand in Zvolen:
- Stoptrein (Os) (Osobný vlak)
- Sneltrein (R) (Rýchlik)
- Regionale sneltrein (RR) (Regionálny Rýchlik)
- Regionale Express (REX) (Regional Express)

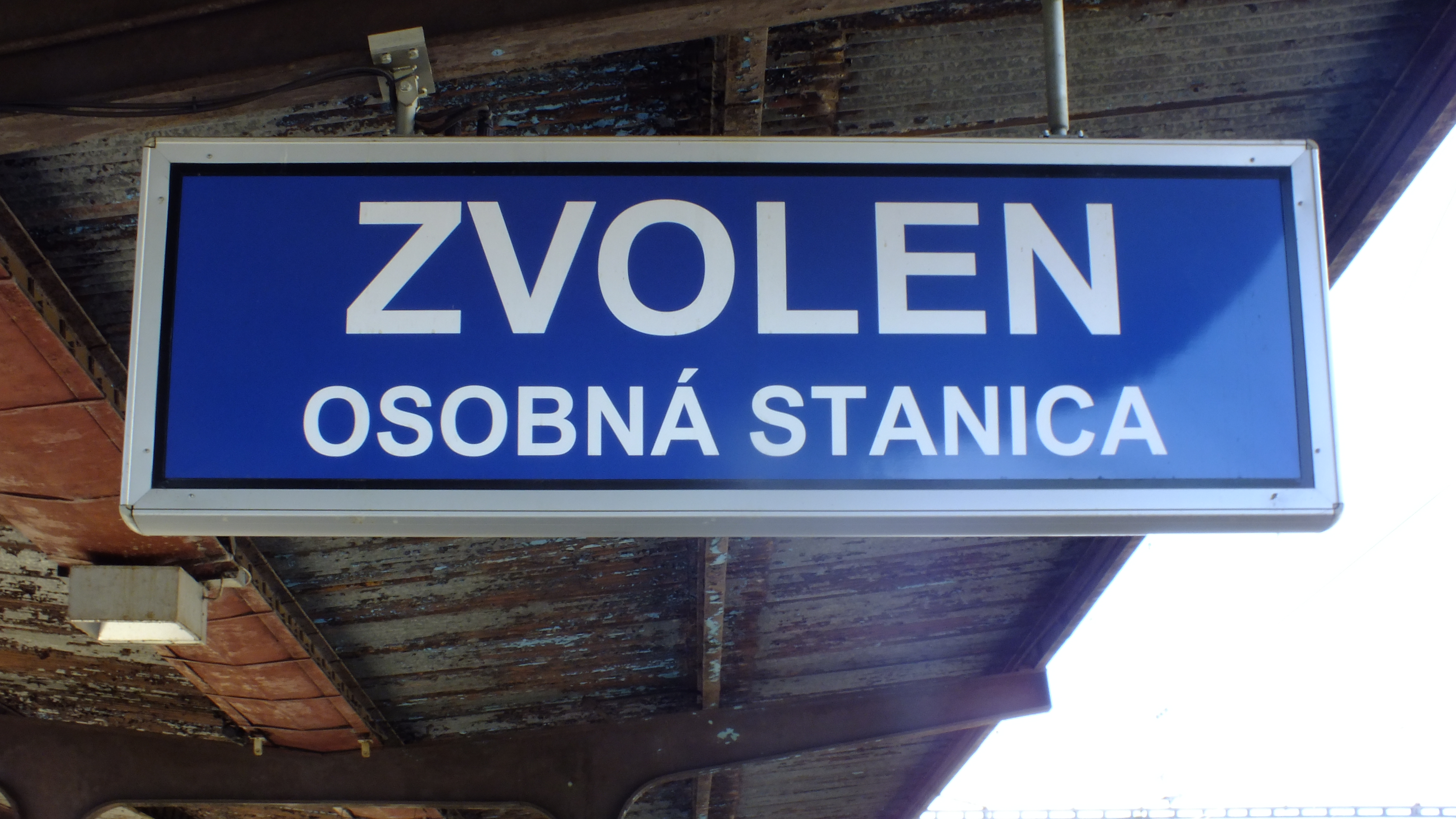

## Trivia
In de buurt van "Zvolen osobná stanica" staat een replica van de Hurban Pantsertrein.
Dit is één van de gepantserde treinen die gebruikt werden in de Slowaakse Nationale Opstand tijdens de Tweede Wereldoorlog.
De originele trein was de tweede van drie dergelijke exemplaren. Hij werd begin oktober 1944 gemaakt door de arbeiders van de plaatselijke spoorwegwerkplaatsen.
De replica werd gemaakt voor de productie van de film: Deň, ktorý neumrie

## Andere stations

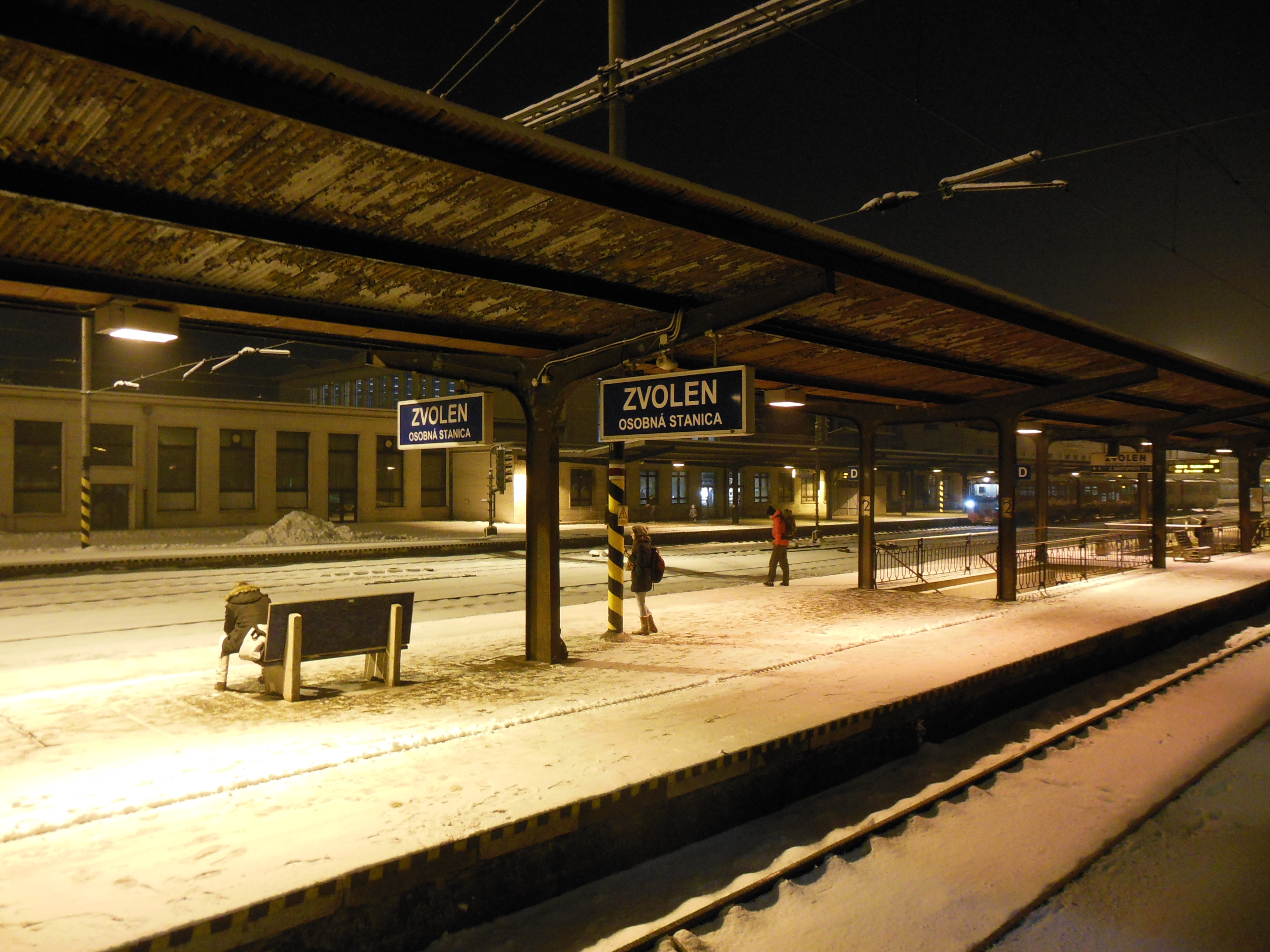

In de omgeving zijn er nog andere stations in gebruik voor het vervoer van reizigers:
- het noordelijk gelegen Zvolen Mesto (vlak bij het stadscentrum), aan het kruispunt van de straten: Sokolska en Bystrický rad (lijn Zvolen - Banská Bystrica),
- Železničná stanica Zvolen nákladná stanica[vertaling 8], ten oosten van "Zvolen osobná stanica", eveneens op de lijn naar Košice. Alhoewel deze stopplaats de aanduiding goederenstation in haar benaming voert, wordt ze toch door een beperkt aantal reizigerstreinen bediend.